# Mehsana
Mehsana fou un estat tributari protegit, una thikana del Gujarat regida per una dinastia baghela descendent dels chalukyes occidentals. La formaven 52 pobles. Rao Devar Deo (1680-1734) va rebre en feu la thikana de Bavan Khera que incloïa 52 pobles.

## Llista de raos
- Rao KESARDEV SINGH 1520-1562
- Rao BHISHAMDEV SINGH 1562
- Rao NAR SINGH 1562-1598
- Rao SHAKTI SINGH 1598-1630
- Rao NAR SINGH 1630-1680
- Rao DEVARDEV SINGH 1680-1734
- Rao RAM BAHADUR SINGH 1734-1758
- Rao SANGRAM SINGH 1758-1791
- Rao KHURDAN SINGH 1791-1814
- Rao RAGHUNATH PRATAP SINGH 1814-1840
- Rao GANGA PRATAP SINGH 1840-1876
- Rao DEVRAJ SINGH 1876-1890
- Rao UNDRADEV SINGH 1890-1918
- Rao BHIMSEN 1918-1938
- Rao RAM SINGH 1938-1940
- Shriji Thakur GAJENDRA SINGH 1940-1949
- Shriji Thakur JAIDEV SINGHJI 1949 (+1998)